# Claudia Coli
Claudia Coli (Milano, 4 maggio 1976) è un'attrice italiana.

## Biografia
Si diploma nel 2001 alla scuola del Teatro Stabile di Genova, e completa la sua formazione in Francia allo Studio Pygmalion, e in Italia presso il Centro Teatrale Santa Cristina diretto da Luca Ronconi. Partecipa a diversi workshop di perfezionamento a Roma con Doris Hicks e Susan Main. Il suo debutto sul palcoscenico è nel 2000 al Teatro di Genova nello spettacolo I reverendi per la regia di Jerzy Stuhr. Subito dopo si trasferisce a Roma,dove inizia un percorso lavorativo dividendosi tra teatro e cinema.
Nel cinema esordisce nel 2001 in un ruolo da protagonista nel film Le parole di mio padre di Francesca Comencini, selezionato al Festival di Cannes, nella sezione Un certain regard. Seguono spettacoli teatrali per la regia di Valerio Binasco quali Il gabbiano di Čechov (nel quale interpreta Nina) e Cara professoressa di Ljudmila Razumovskaja. Nel 2003 viene candidata al Premio Ubu come Nuova attrice (under 30).
Torna al cinema con Il fuggiasco di Andrea Manni tratto dal romanzo di Massimo Carlotto. 
Nel 2004-2005 interpreta Liliana Ungari nella miniserie televisiva Amanti e segreti per la regia di Gianni Lepre andato in onda su Rai 1. Nel 2005 il regista Patrice Chéreau la sceglie per interpretare Yvonne nel film Gabrielle, dove recita in lingua francese al fianco di Isabelle Huppert. Successivamente sempre in cinema lavora con Renato De Maria, Francesco Falaschi, Marina Spada e  con Maria Sole Tognazzi nel suo film Io e lei (2014).
In televisione sempre per la regia di Renato De Maria prende parte al serial Medicina generale.
Nel 2006 prende parte a una mise en espace dal titolo Mastroianni e Čechov per la regia di Nikita Michalkov. Nel 2008 è Natasha nelle Tre sorelle di Anton Čechov per la regia di Massimo Castri. Nel 2009 firma una sua ideazione assieme al musicista Arturo Annecchino dal titolo La signorina Else... e di alcuni piccoli valzer tratto da Arthur Schnitzler, un progetto tra parola, musica per pianoforte.
Nella stagione 2012-2013 è una delle protagoniste della commedia brillante Cercasi tenore per la regia di Giancarlo Zanetti al fianco di Gianfranco Jannuzzo. Successivamente lavora con Elio De Capitani e Ferdinando Bruni prendendo parte agli spettacoli Frost/Nixon di Peter Morgan e Afghanistan Il grande gioco/Enduring Freedom prodotti dal Teatro dell'Elfo di Milano  .
In tv recita nella biografia di Carla Fracci, Carla (film) su Rai Uno, e partecipa a Romanzo radicale di Mimmo Calopresti, un docufiction su Marco Pannella. Nel 2024 recita nel film Eravamo bambini di Marco Martani e, nello stesso anno, è protagonista del monologo Sarfatti di Angela Demattè, diretto da Andrea Chiodi, presentato in occasione dell'inaugurazione di un'esposizione al Mart di Rovereto e successivamente al Teatro Franco Parenti di Milano. Nel 2025 è nel cast della fiction Una finestra vista lago di Marco Pontecorvo per Rai Fiction.

## Cinema
- Le parole di mio padre, regia di Francesca Comencini (2000)
- Emma sono io, regia di Francesco Falaschi (2002)
- Il fuggiasco, regia di Andrea Manni (2003)
- Mi piace lavorare (Mobbing), regia di Francesca Comencini (2003)
- Gabrielle, regia di Patrice Chéreau (2005)
- La prima linea, regia di Renato De Maria (2009)
- Cosa voglio di più, regia di Silvio Soldini (2010)
- Il mio domani, regia di Marina Spada (2012)
- Io e lei, regia di Maria Sole Tognazzi (2014)
- Nome di donna, regia di Marco Tullio Giordana (2017)
- Nevermind, regia di Eros Puglielli (2018)
- Calibro 9 (film) , regia di Toni D'Angelo (2020)
- Carla, regia di Emanuele Imbucci (2021)
- Romanzo Radicale (film) , regia di Mimmo Calopresti (2021)
- Eravamo bambini, regia di Marco Martani (2024)

## Televisione
- Renzo e Lucia, regia di Francesca Archibugi (2002)
- Amanti e segreti 1 e 2, regia di Gianni Lepre (2004)
- L'uomo della carità - Don Luigi Di Liegro, regia di Alessandro Di Robilant (2007)
- Il vizio dell'amore, regia di Valia Santella (2006)
- Raccontami, regia di Riccardo Donna (2006)
- Medicina generale, regia di Renato De Maria (2006-2007)
- Rossella, regia di Gianni Lepre (2009)
- Un passo dal cielo, regia di Enrico Oldoini (2010)
- Provaci ancora prof! 4, regia di Tiziana Aristarco (2011)
- 1992, regia di Giuseppe Gagliardi - Serie TV, episodi 1x02-1x03 (2015)
- L'allieva, regia di Luca Ribuoli - Serie TV (2016)
- Non uccidere, regia di Lorenzo Sportiello - Serie TV, episodio 2x07 (2017)

## Teatro
- I porti del mediterraneo, regia di Marco Baliani (2000)
- I reverendi, regia di Jerzy Stuhr (2000)
- Il gabbiano, regia di Valerio Binasco (2000)
- Orgia, regia di Valter Malosti (2002-2003)
- Cara professoressa, regia di Valerio Binasco (2004-2005)
- La mente da sola, regia di Luca Ronconi (2006), Santa Cristina Teatro
- Gallina vecchia, regia di Piero Maccarinelli (2007)
- Le tre sorelle, regia di Massimo Castri (2008)
- Cercasi tenore, regia di Giancarlo Zanettii (2012-2013)
- Frost/Nixon, regia di Ferdinando Bruni e Elio De Capitani (2013-2015)
- Afghanistan il grande gioco/ Enduring Freedom , regia di Ferdinando Bruni e Elio De Capitani (2017/2018)
- Sarfatti  di Angela Demattè , regia di Andrea Chiodi (2024)

## Ideazioni
- La Signorina Else...e di alcuni piccoli valzer, tratto da Arthur Schnitzler, musiche di Arturo Annecchino, adattamento e regia di Claudia Coli (2012-2015)

## Spot
- Ferrovie dello stato, regia di Silvio Muccino
- Non chiamarlo amore, regia di Francesca Comencini (2011)

## Cortometraggi
- Bellezza a cuor di ferro, regia di Lorenzo Taldelli (2011)
- Senz'aria, regia di Gianluca Mangiasciutti e Massimo Loi (2013)
- Tre storie in bottiglia, regia di Giuseppe Gandini (2019) Presentato Mostra del Cinema di Venezia 76

## Radio
- I dialoghi delle carmelitane, regia di Cristina Pezzoli per Rai Radio 2 (2004)
- Le lacrime amare di Petra von Kant, regia di Valter Malosti per Rai Radio 3 (2007)
- Il piccolo principe, adattamento e regia di Claudia Coli (2012)[22] per Radio Onda Rossa

## Premi
- Candidata Premio Ubu come miglior attrice giovane di teatro (2003)
- Oscar dei giovani, Personalità Europea (2011)
- Golden Spike Award, 3ª Edizione Social World FIlm FEstival (2013)